# Carex apiahyensis
Carex apiahyensis är en halvgräsart som beskrevs av Eduard Palla. Carex apiahyensis ingår i släktet starrar, och familjen halvgräs. Inga underarter finns listade i Catalogue of Life.